# Nassarius samiae
Nassarius samiae là một loài ốc biển, là động vật thân mềm chân bụng sống ở biển thuộc họ Nassariidae.

## Miêu tả
It has a shell.